# Ryde (Lolland Kommune)
 For alternative betydninger, se Ryde. (Se også artikler, som begynder med Ryde)
Ryde er en landsby i Ryde Sogn på Lolland. Landsbyen befinder sig i Lolland Kommune og hører til Region Syddanmark. Fra Ryde er der 4 kilometer til Søllested og 9 kilometer til Ryde Station.
Fra Ryde Station er der forbindelse til Nakskov og Nykøbing Falster med Lollandsbanen.
|  | Denne artikel om lokaliteten Ryde (Lolland Kommune) kan blive bedre, hvis der indsættes et (bedre) billede. Du kan hjælpe ved at afsøge Wikimedia Commons for et passende billede eller lægge et op på Wikimedia Commons med en af de tilladte licenser og indsætte det i artiklen. |

54°47′44″N 11°18′17″Ø / 54.79556°N 11.30472°Ø